# Werner Wieland (Fußballspieler)
Werner Wieland (* 21. Mai 1928) ist ein ehemaliger deutscher Fußballspieler, der für den VfR Mannheim und den FC Bayern München in der Oberliga Süd zum Einsatz kam.

## Karriere
Wieland gehörte in der Saison 1950/51 der Fußballabteilung des FV 09 Weinheim an, mit dem er am Saisonende als Meister der 2. Amateurliga Rhein-Neckar im Verband Nordbaden in die 1. Amateurliga aufstieg. Nach nur einer Saison in dieser Spielklasse wechselte er zur Saison 1952/53 zum Oberligisten VfR Mannheim, für den er am 4. Januar 1953 (16. Spieltag) bei der 1:4-Niederlage im Auswärtsspiel gegen den FC Bayern München in der Oberliga Süd debütierte. In seinem zweiten Oberligaeinsatz am 8. März erzielte er das Tor zum 1:1-Remis gegen Kickers Offenbach. Er agierte in beiden Spielen als Halbstürmer im seinerzeit praktizierten WM-System. Am 26. April 1953 (30. Spieltag) sicherte sich der VfR mit dem 5:1-Sieg im Heimspiel gegen den 1. FC Schweinfurt 05 die Spielklasse. An der Seite der Meisterspieler des Jahres 1949 wie Kurt Stiefvater, Kurt Keuerleber, Rudolf de la Vigne und Ernst Langlotz erzielte er dabei sein drittes Saisontor im fünften Punktspiel. 
In der Saison 1953/54 gehörte er dem Kader des FC Bayern München an, für den er in der Oberliga Süd, der seinerzeit höchsten deutschen Spielklasse, 16 Punktspiele bestritt. Zwei seiner fünf Tore erzielte er bei seiner Premiere am 9. August 1953 (1. Spieltag), als er im Heimspiel gegen den Karlsruher SC mit dem Tor in der 50. Minute für den zwischenzeitlichen Ausgleich zum 1:1 und mit dem Tor in der 67. Minute für den 3:3-Endstand sorgte. Sein letztes Punktspiel für die Bayern bestritt er am 24. Januar 1954 (21. Spieltag) bei der 0:1-Niederlage im Heimspiel gegen den SSV Jahn Regensburg.
Nach seiner Zeit in München zog es ihn wieder in seine fußballerische Heimat zurück. Für den FV 09 Weinheim spielte er noch einige Jahre und gewann am Saisonende 1962/63 die Meisterschaft in der seinerzeit drittklassigen 1. Amateurliga Nordbaden.